# Równe (województwo podkarpackie)
Równe – wieś w Polsce położona w województwie podkarpackim, w powiecie krośnieńskim, w gminie Dukla. Leży w dolinie rzeki Jasiołki. 
Na przełomie XVI i XVII wieku wieś Równie położona była w ziemi sanockiej województwa ruskiego. Wieś klucza jaśliskiego biskupów przemyskich. 
W latach 1975–1998 miejscowość położona była w województwie krośnieńskim.
| SIMC    | Nazwa           | Rodzaj    |
| ------- | --------------- | --------- |
| 0349978 | Bałanówka       | część wsi |
| 0349984 | Baranówka       | część wsi |
| 0349990 | Bogaczówka      | część wsi |
| 0350007 | Brajówka        | część wsi |
| 0350013 | Bronelówka      | część wsi |
| 0350020 | Dół             | część wsi |
| 0350036 | Figurówki       | część wsi |
| 0350042 | Góra            | część wsi |
| 0350065 | Grzegorczykówka | część wsi |
| 0350071 | Kasprzykówka    | część wsi |
| 0350088 | Kędrówka        | część wsi |
| 0350094 | Klukówki        | część wsi |
| 0350102 | Kołodziejówki   | część wsi |
| 0350119 | Kopalnia        | część wsi |
| 0350125 | Krawcówka       | część wsi |
| 0350131 | Księże          | część wsi |
| 0350148 | Leniówka        | część wsi |
| 0350154 | Lipkówka        | część wsi |
| 0350160 | Mikoszówka      | część wsi |
| 0350177 | Namiastówka     | część wsi |
| 0350183 | Olejarzówka     | część wsi |
| 0350190 | Pachanówka      | część wsi |
| 0350208 | Patlówka        | część wsi |
| 0350214 | Polnorówka      | część wsi |
| 0350220 | Popardy         | część wsi |
| 0350237 | Potoki          | część wsi |
| 0350243 | Półanki         | część wsi |
| 0350250 | Ptaszykówka     | część wsi |
| 0350266 | Rola Patlowa    | część wsi |
| 0350272 | Sasy            | część wsi |
| 0350289 | Staraniówki     | część wsi |
| 0350295 | Stasikówka      | część wsi |
| 0350303 | Szczepanikówka  | część wsi |
| 0350310 | Szczepanikówki  | część wsi |
| 0350326 | Szypałówka      | część wsi |
| 0350332 | Śniegówka       | część wsi |
| 0350349 | Tureczkówka     | część wsi |
| 0350355 | Turkówka        | część wsi |
| 0350361 | Węgrzynówka     | część wsi |
| 0350378 | Widacz          | część wsi |
| 0350384 | Wojtówki        | część wsi |
| 0350390 | Wygonek         | część wsi |
| 0350409 | Zajdlówka       | część wsi |

## Historia
W Równem znaleziono ślady osadnictwa z epoki brązu (1300-800 lat p.n.e.), które świadczą o starym rodowodzie tej miejscowości.
Równe założone zostało jako wieś królewska przez króla Kazimierza Wielkiego na prawie magdeburskim w 1352 roku. Zasadźcą był sanoczanin Dytmar. W 1386 roku biskup przemyski Eryk z Winsen wydał w Krośnie dokument o założeniu wsi. Na jego mocy oddał Michałowi sołtysowi z Równego gaje położone nad rzeką „Jesso” za 22 grzywien polskich i pozwolił na założenie wsi Byskopeswalt. Maria Andegaweńska nadała biskupstwu 2 kwietnia 1384 roku pięć włości: Równe, Brzozów, Cergową, Domaradz w ziemi sanockiej oraz Radymno w przemyskiej. Otrzymał je biskup Eryk z Winsen. Równe zniszczone zostało w 1624 roku przez Tatarów i w 1657 roku przez Węgrów Jerzego II Rakoczego. W 1848 roku w wyniku uwłaszczenia chłopów wieś Równe stała się własnością mieszkających w niej rolników (Uwłaszczenie chłopów na ziemiach polskich)
Pod koniec XIX wieku wykryto tu złoża ropy naftowej (obecnie w zdecydowanej większości wyeksploatowane). W 1860 roku dzierżawcą wsi była Maria z Chłędowskich Pomezańska, siostra Adama Tomasza Chłędowskiego i Walentego Chłędowskiego. Od 1867 roku wieś należała do powiatu krośnieńskiego, a przedtem do sanockiego.
W czasie I i II wojny światowej toczyły się tu zacięte walki: m.in. w czasie bitwy o Przełęcz Dukielską.
W 1943 roku oddział por. Franciszka Kochana Obłońskiego OP-15 AK napadł na kopalnie Równe i w 1944 roku w ramach akcji Burza rozbił na Górze Rogowskiej niemieckie tabory. W odwecie Niemcy rozstrzelali 10 zakładników.

## Zabytki
- Kościół neogotycki z 1905 roku wg projektu Sławomira Odrzywolskiego, częściowo barokowy wystrój wnętrza (prawy boczny ołtarz z 1730 roku) nie zachowany - przeniesiony do jednego z kościółków bieszczadzkich. Na terenie kościoła znajduje się obszar sieci Natura 2000 o nazwie Kościół w Równem.

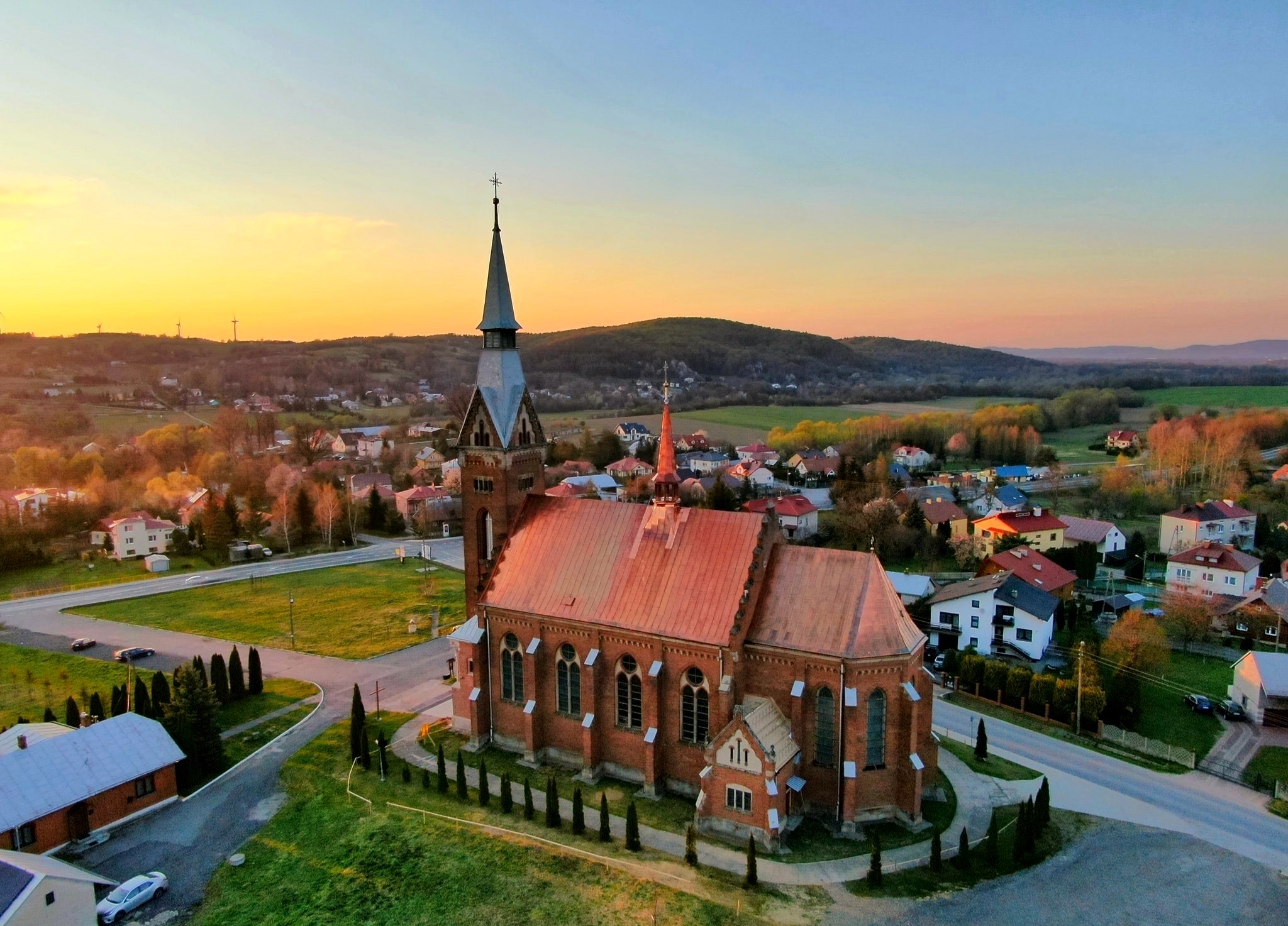
Kościół Parafialny
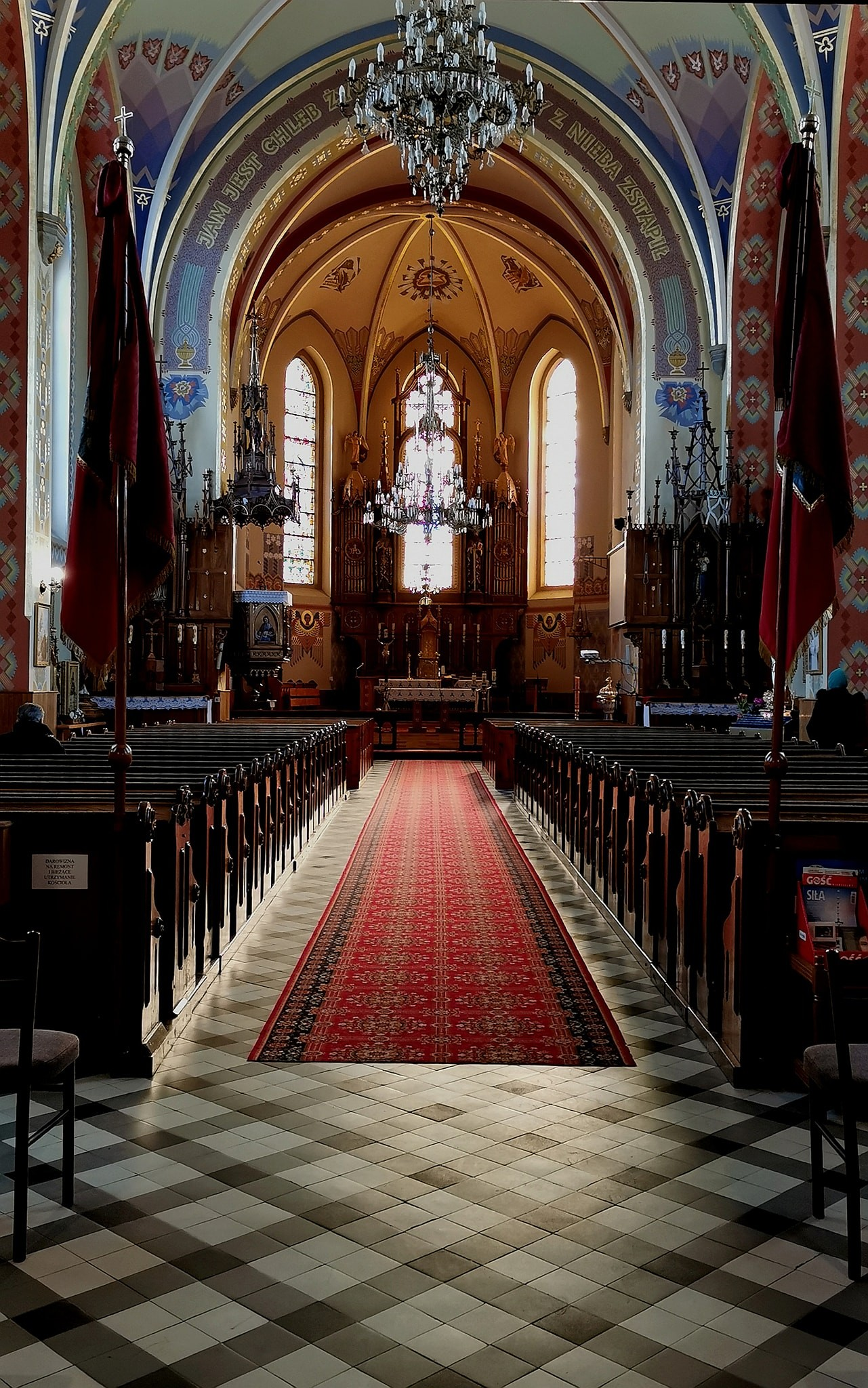
Nawa Główna kościoła parafialnego
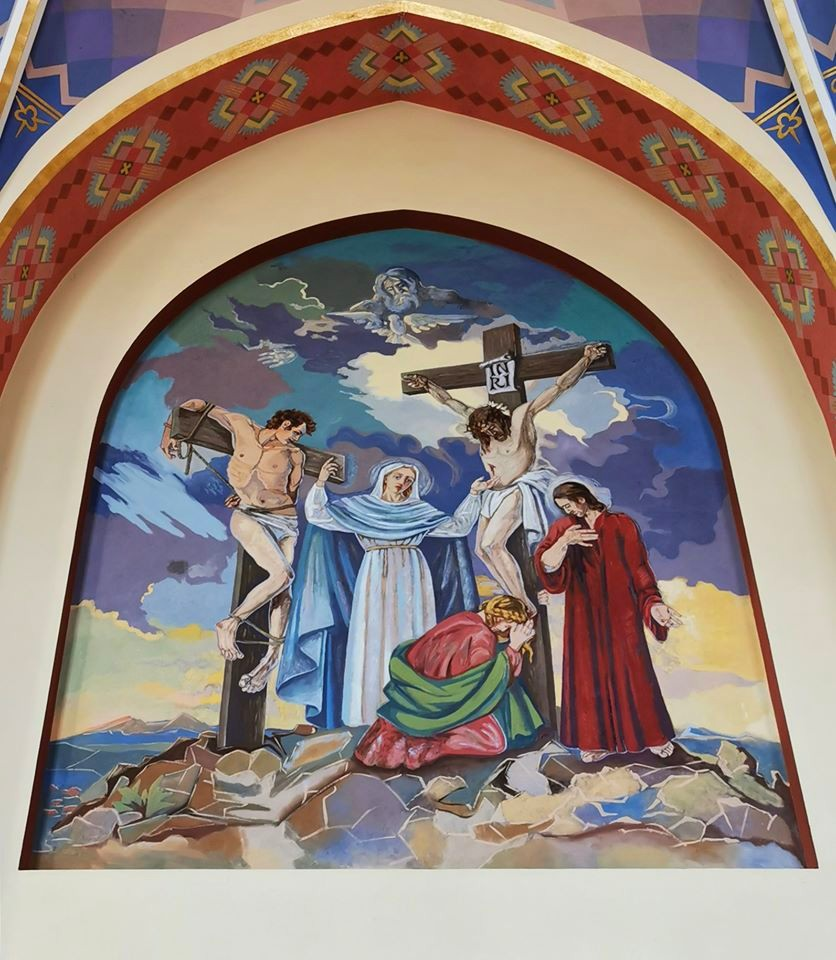
Polichromia wewnątrz kościoła

- Pomnik mieszkańców zamordowanych przez Niemców w lipcu 1944 roku na cmentarzu parafialnym w Równem.

## Osoby związane z miejscowością
- Józef Długosz, żołnierz AK, działacz organizacji Wolność i Niezawisłość
- Stanisław Uliasz, filolog, rektor Uniwersytetu Rzeszowskiego